# Алфёровское сельское поселение (Воронежская область)
Алфёровское сельское поселение — упразднённое муниципальное образование в Новохопёрском районе Воронежской области.
Административный центр — село Алфёровка.
Население 603 человека.

## История
Законом Воронежской области от 25 ноября 2011 года № 161-ОЗ, преобразованы, путём объединения:
- Городское поселение Новохопёрск, Новохопёрское городское поселение, Алфёровское сельское поселение, Каменно-Садовское сельское поселение, Новоильменское сельское поселение и Русановское сельское поселение — в Городское поселение — город Новохопёрск.

## Административное деление
В состав поселения входят:
- село Алфёровка
- поселок Калиново